# DHL-stafetten
DHL-stafetten er et årligt tilbagevendende motionsløb, der har fundet sted siden 1981. I dag (2025) afholdes motionsløbet i København, Odense, Aalborg, Aabenraa og Aarhus. Med 197.500 deltagere i 2012 regnes løbet for verdens største motionsløb. Langt størstedelen af de tilmeldte hold er tilknyttet en virksomhed. Som navnet antyder, har løbet siden 1991 været sponseret af logistikvirksomheden DHL.
Løbet er udformet som et stafetløb, hvor hvert hold stiller med 5 deltagere, der hver løber 5 km på en rundstrækning.

## Historie
Løbet har siden starten været arrangeret af atletikklubben Sparta, og det var dennes formand Niels Jørgen Holdt, der i 1980 i USA så en reklame for en firmastafet og besluttede, at sådan et skulle vi også have i Danmark.
Den første DHL-stafet afholdtes i 1981 i Fælledparken i København. I de andre byer afholdes løbet også i de respektive byers store parker: Fruens Bøge i Odense siden 2003, Mindeparken i Aarhus siden 1983 og Kildeparken i Aalborg siden 2003.
Antallet af løbere har udviklet sig eksplosivt over årene. Hvor der i 1981 i Fælledparken var 134 hold (670 løbere), var der samme sted i 2011 tilmeldt 26.000 hold (130.000 løbere). I 2024 deltog 30.000 hold i Fælledparken med 150.000 løbere og walkere fra 2.800 forskellige virksomheder. I august 2025 deltog 30.000 hver af de fem aftener, DHL-stafetten fandt sted i Fælledparken med motionister på både stafetløbe-hold og walk-hold. Det er Danmarks største og et af verdens største motionsevents

## International udbredelse
Det europæiske atletikforbund søger at udvide konceptet til andre lande og i dag er konceptet blevet udbredt til Grønland, Dublin, Stockholm og Berlin.